# Aphrodisiac (песня)
«Aphrodisiac» (Афродизиак) — песня в исполнении греко-киприотской певицы Элефтерии Элефтериу, с которой она представила Грецию на конкурсе песни «Евровидение 2012». Авторами песни являются Димитрис Стассос, Микаэла Штенштрем и Даяна Леф.

## Евровидение
22 мая 2012 года Греция представила свою песню в первом полуфинале конкурса Евровидение 2012. Песня квалифицировалась в финал конкурса, где она была представлена под 16-м номером.

## Позиции в чартах
| Чарт (2012)                                | Высшая позиция |
| ------------------------------------------ | -------------- |
| Австрия (Ö3 Austria Top 40)                | 56             |
| Бельгия/Фландрия (Ultratip Bubbling Under) | 24             |
| Германия (GfK)                             | 77             |
| Греция (Billboard)                         | 4              |
| Бельгия/Валлония (Ultratip Bubbling Under) | 38             |
| Ирландия (IRMA)                            | 89             |
| Швеция (Digilistan)                        | 27             |
| Великобритания (OCC UK Singles Chart)      | 167            |

## Хронология релиза
| Страна | Дата                | Формат           | Лейбл           |
| ------ | ------------------- | ---------------- | --------------- |
| Греция | 12 марта 2012 года  | Digital download | Universal Music |
| Кипр   | 12 марта 2012 года  | Digital download | Universal Music |
| Турция | 12 апреля 2012 года | Digital download | Avrupa Music    |